# Eugène Baret
Eugène Baret, född den 16 december 1816 i Bergerac, död den 4 april 1887, var en fransk litteraturhistoriker.
Baret, som var generalinspektör över folkskoleundervisningen, gjorde spanska litteraturen till sitt specialstudium och författade bland annat De l'Amadis de Gaule (1853; ny upplaga 1873), Espagne et Provence (litterära studier, 1857), Les troubadours et leur influence sur la littérature du midi de l'Europe (1857; 3:e upplagan 1867) och Histoire de la littérature espagnole (1863), som komplement till vilket arbete han utgav en Anthologie espagnole (1884). Baret översatte Lope de Vegas dramer (1869–70).